# Hervé Pauchon
Pour les articles homonymes, voir Pauchon.
Hervé Pauchon, né en 1962, est un comédien et animateur de radio français.

## Biographie
Il commence sa carrière radio sur Radio 7. Il collabore à Là-bas si j'y suis sur France Inter, et réalise aussi des reportages pour l'Esprit de famille de Brigitte Patient. Il collabore ensuite à  Zinzin et La Bande à Bonnaud. Il tient de septembre 2007 à juin 2019 la chronique Un temps de Pauchon. Cette chronique a clos successivement plusieurs tranches horaires, comme celle de l'émission radio Service public (saisons 2011-2012 et 2012-2013), celle de Là-bas si j'y suis (saison 2013-2014), et celle de Classic avec Dessay (saison 2014-2015).
Il joue également au cinéma, notamment dans plusieurs films de Jean-Pierre Mocky – La Machine à découdre en 1986, Le Miraculé en 1987, Agent trouble en 1987, Les Saisons du plaisir en 1988 – mais aussi dans Cyrano de Bergerac de Jean-Paul Rappeneau en 1990, Je suis né d'une cigogne de Tony Gatlif en 1999 ou Le Couperet de Costa-Gavras en 2005, ainsi qu'au théâtre.
Il joue en 2016 L'Amour dans tous ses états dans de nombreux théâtres avant de finalement se retrouver au théâtre Tristan-Bernard.
En 2018, Un temps de Pauchon fait son apparition dans Le 6-9 du week-end. L’émission s’arrête fin juin 2019.
Hervé Pauchon ouvre par ailleurs l'émission du dimanche avec Les petits débattent ; cette deuxième chronique interroge des élèves d'école primaire ou de collège qui débattent de l'actualité.
Il collabore avec son fils, Léonard Pauchon, pour la création d'une fiction sous forme de podcast, intitulée Rencontres improbables[source secondaire nécessaire].
Entre mars et mai 2022, il entreprend le pèlerinage de la tour Saint-Jacques vers Saint-Jacques-de-Compostelle qu'il raconte quotidiennement dans un podcast De Saint-Jacques à Compostelle. Le podcast revendique un million d'écoutes entre mars et septembre 2022.
En septembre 2022, le podcast De Saint-Jacques à Compostelle reprend et change de nom pour désormais s'appeler La Balado de Pauchon et devient alors un hebdomadaire, sur le parcours de la diagonale du vide.

## Théâtre
2015 : L'Amour dans ses états, (rôle d'André) pièce co-écrite par Guy Corneau, Danielle Proulx, et Camille Bardery sur une mise en scène de Victoire Theismann.

## Filmographie (non exhaustive)
- 1984 : À mort l'arbitre de Jean-Pierre Mocky
- 1986 : La Machine à découdre de Jean-Pierre Mocky
- 1987 : Le Miraculé de Jean-Pierre Mocky
- 1987 : Agent trouble de Jean-Pierre Mocky
- 1988 : Les Saisons du plaisir de Jean-Pierre Mocky
- 1990 : Cyrano de Bergerac de Jean-Paul Rappeneau
- 1999 : Je suis né d'une cigogne de Tony Gatlif
- 2000 : Meilleur Espoir féminin de Gérard Jugnot
- 2002 : Les Araignées de la nuit de Jean-Pierre Mocky
- 2005 : Le Couperet de Costa-Gavras
- 2010 : Colère (téléfilm) de Jean-Pierre Mocky
- 2011 : Les Insomniaques de Jean-Pierre Mocky
- 2020 : Cinquième Set de Quentin Reynaud
- 2023 : Daaaaaalí ! de Quentin Dupieux

## Parcours à la radio
- avant 2007 : collaborateur de Radio 7
- avant 2007 : collaborateur à Là-bas si j'y suis sur France Inter
- avant 2007 : réalisateur de reportages pour l'Esprit de famille de Brigitte Patient
- avant 2007 : collaborateur des émissions Zinzin et La Bande à Bonnaud.
- 2007-2019 : chroniqueur de Un temps de Pauchon sur France Inter
- 2018-2019 : chroniqueur de Les petits débattent à l'ouverture du 6/9 du week-end le dimanche sur France Inter

## Podcast
- 2022 : De Saint-Jacques à Compostelle
- 2022 : La Balado de Pauchon ( renommage du podcast De Saint-Jacques à Compostelle à partir de septembre 2022 )
- 2023 : La Balado de Pauchon La diagonale du vide  à partir de mars 2023